# Barrages de Tunisie

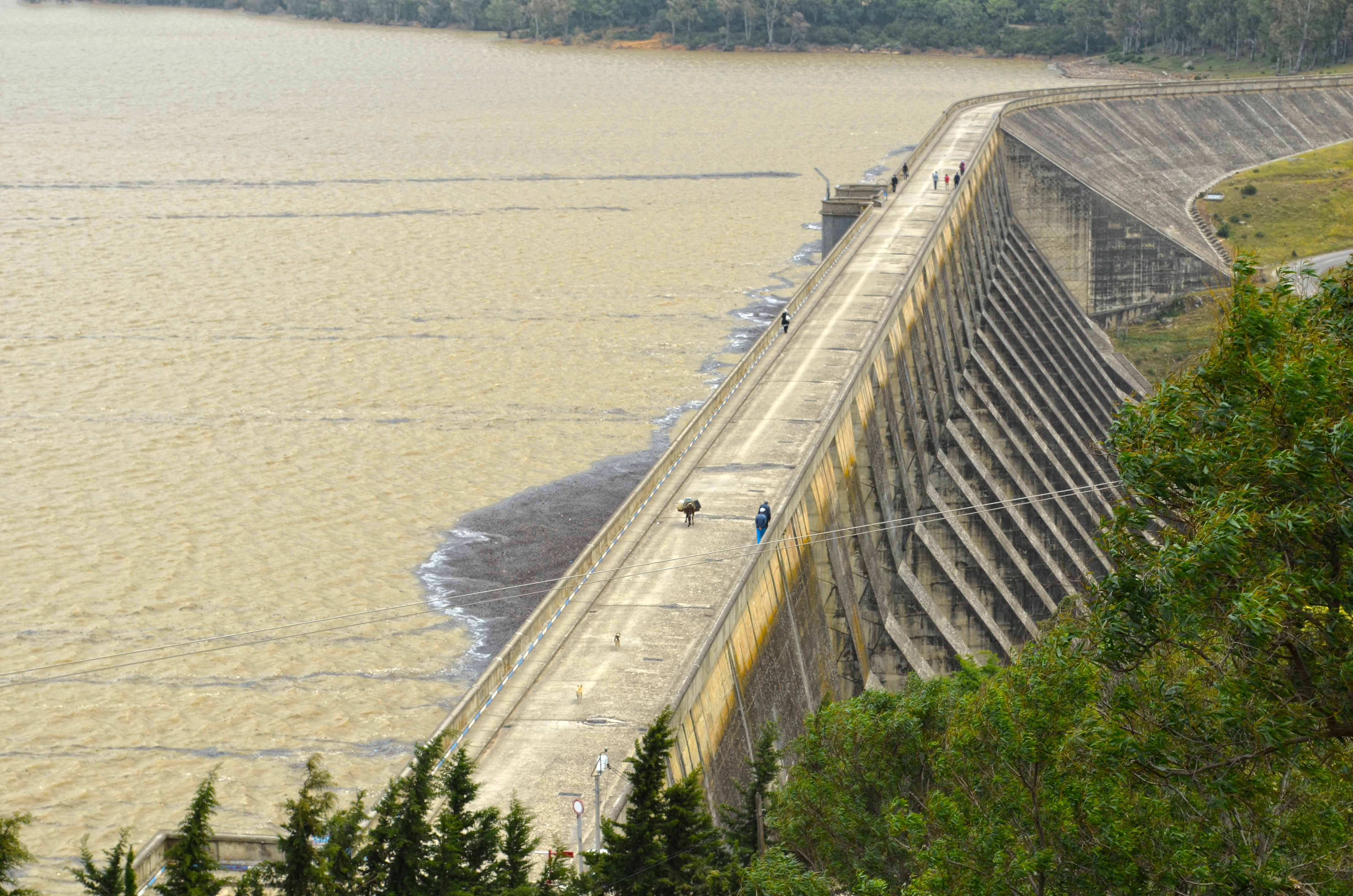
Vue du barrage de Beni M'Tir.

Cette page présente les barrages de Tunisie.

## Histoire
Le premier grand barrage d'Afrique du Nord est construit en Tunisie : il s'agit de celui de l'oued El Kebir (70 kilomètres au sud-est de Tunis) qui est mis en eau en 1928 pour l'alimentation en eau de la capitale.

## Gestion
La pluviométrie en Tunisie étant caractérisée par une grande variabilité spatio-temporelle, la construction des ouvrages hydrauliques, et surtout des grands barrages présentant ainsi des retenues importantes pour les eaux pluviales, a permis une meilleure gestion des ressources hydrauliques. Les barrages tunisiens sont aujourd'hui gérés par la direction générale des barrages et des grands travaux hydrauliques qui dépend du ministère de l'Agriculture, des Ressources hydrauliques et de la Pêche.

## Liste
Selon le Rapport national du secteur de l'eau de 2022, l'infrastructure de mobilisation des eaux de surface en Tunisie compte les infrastructures suivantes : 
- 37 grands barrages dont 36 exploités avec une capacité de retenue totale de 2 313 Mm3[2] ;
- 236 barrages collinaires ayant au total une capacité d'environ 294 Mm3[2] ;
- 925 lacs collinaires, ayant au total une capacité initiale d'environ 96 Mm3 mais réduite à presque 48 Mm3 sous l'effet des sédiments[2].

| Image | Barrage                  | Date de mise en service | Coordonnées                  | Gouvernorat       |
| ----- | ------------------------ | ----------------------- | ---------------------------- | ----------------- |
|       | Barbara                  | 1999                    | 36° 44′ 02″ N, 8° 32′ 08″ E  | Jendouba          |
|       | Beni M'Tir               | 1953                    | 36° 44′ 49″ N, 8° 44′ 30″ E  | Jendouba          |
|       | Bezirk                   | 1959                    | 36° 43′ 16″ N, 10° 37′ 57″ E | Nabeul            |
|       | Bir Mcherga              | 1971                    | 36° 30′ 41″ N, 10° 00′ 37″ E | Zaghouan          |
|       | Bou Heurtma              | 1976                    | 36° 40′ 19″ N, 8° 47′ 18″ E  | Jendouba          |
|       | Chiba                    | 1963                    | 36° 41′ 52″ N, 10° 46′ 17″ E | Nabeul            |
|       | El Abid                  | 2002                    | 36° 49′ 13″ N, 10° 42′ 11″ E | Nabeul            |
|       | El Aroussia              | 1957                    | 36° 47′ 59″ N, 9° 46′ 22″ E  | La Manouba        |
|       | El Brek                  |                         |                              | Kasserine         |
|       | El Haouareb              | 1989                    | 35° 34′ 03″ N, 9° 44′ 21″ E  | Kairouan          |
|       | El Hamma                 |                         | 36° 34′ 48″ N, 8° 10′ 18″ E  | Ben Arous         |
|       | El Harka                 | 2018                    |                              | Bizerte           |
|       | El Kebir                 |                         |                              | Gafsa             |
|       | El Kebir                 | 2010                    | 36° 53′ 00″ N, 8° 41′ 23″ E  | Jendouba          |
|       | El Kebir (Sidi Boubaker) | 1925                    |                              | Zaghouan          |
|       | El Masri                 | 1968                    | 36° 31′ 50″ N, 10° 29′ 08″ E | Nabeul            |
|       | El Melah                 | 2017                    | 37° 04′ 33″ N, 9° 26′ 56″ E  | Bizerte           |
|       | Erroumi                  |                         |                              | Siliana           |
|       | Gamgoum                  | 2010                    | 37° 11′ 53″ N, 9° 16′ 49″ E  | Bizerte           |
|       | Ghdir El Goulla          | 1968                    | 36° 46′ 59″ N, 10° 03′ 37″ E | Tunis             |
|       | Ghezala                  | 1984                    | 37° 03′ 12″ N, 9° 32′ 26″ E  | Bizerte           |
|       | Hajar                    |                         |                              | Nabeul            |
|       | Joumine                  | 1983                    | 36° 59′ 28″ N, 9° 36′ 49″ E  | Bizerte           |
|       | Kasseb                   | 1969                    | 36° 45′ 41″ N, 9° 00′ 09″ E  | Béja              |
|       | Lakhmess                 | 1966                    | 35° 59′ 58″ N, 9° 28′ 31″ E  | Siliana           |
|       | Lebna                    | 1986                    | 36° 44′ 23″ N, 10° 54′ 58″ E | Nabeul            |
|       | Mellègue                 | 1956                    | 36° 18′ 51″ N, 8° 42′ 08″ E  | Le Kef            |
|       | Mornaguia                |                         |                              | Manouba           |
|       | Nebhana                  | 1969                    | 36° 03′ 15″ N, 9° 51′ 38″ E  | Kairouan          |
|       | Rmel                     |                         |                              | Zaghouan          |
|       | Rmil                     |                         |                              | Siliana           |
|       | Sarrat                   | 2016                    | 35° 49′ 55″ N, 8° 26′ 35″ E  | Le Kef            |
|       | Sejnane                  | 1994                    | 37° 10′ 29″ N, 9° 26′ 57″ E  | Bizerte           |
|       | Sfissifa                 | 2005                    | 35° 20′ 38″ N, 9° 04′ 24″ E  | Kasserine         |
|       | Sidi Aïch                |                         | 34° 44′ 48″ N, 8° 44′ 56″ E  | Gafsa             |
|       | Sidi El Barrak           | 1999                    | 37° 01′ 32″ N, 8° 56′ 11″ E  | Béja              |
|       | Sidi Saad                | 1982                    | 35° 22′ 53″ N, 9° 41′ 42″ E  | Kairouan          |
|       | Sidi Salem               | 1982                    | 36° 35′ 27″ N, 9° 23′ 51″ E  | Béja              |
|       | Siliana                  | 1991                    | 36° 09′ 26″ N, 9° 21′ 12″ E  | Siliana           |
|       | Tamerza-Midès            |                         |                              | Tozeur            |
|       | Tessa                    | En construction         |                              | Le Kef et Siliana |
|       | Tine                     | 2017                    | 36° 51′ 52″ N, 9° 37′ 41″ E  | Bizerte           |
|       | Ziatine                  | 2010                    | 37° 10′ 28″ N, 9° 11′ 31″ E  | Bizerte           |

## Carte
| 1 2 3 4 5 6 7 8 9 10 11 12 13 14 15 16 17 18 19 20 21 22 23 24 |